# Dziurawe (Dolina Chochołowska)

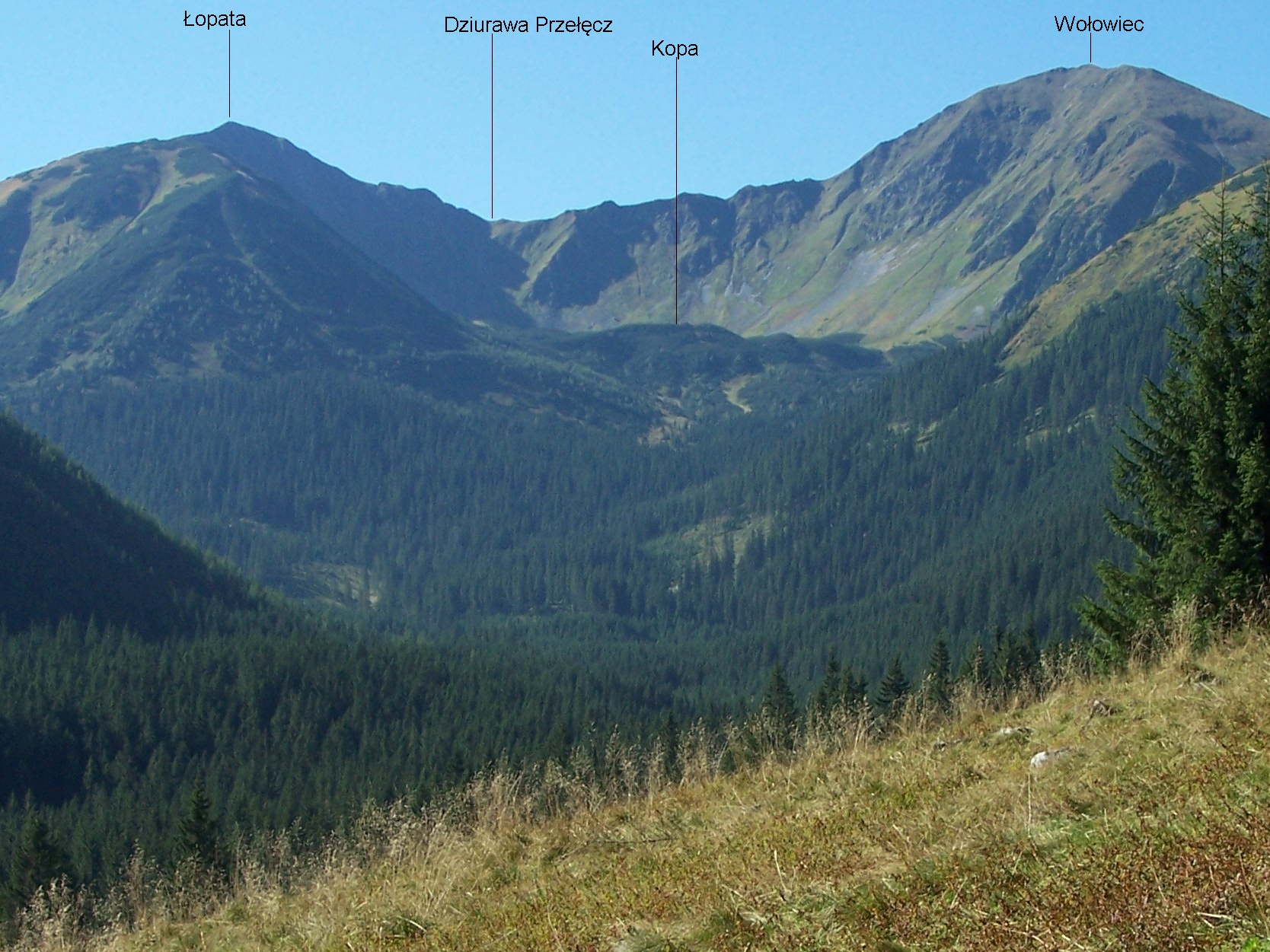
Dziurawe znajduje się za Kopą. Widok z Polany Chochołowskiej

Dziurawe – kocioł lodowcowy w Dolinie Chochołowskiej Wyżniej w Tatrach Zachodnich. Z trzech stron otaczają go ściany o wysokości 300–500 m. Są to ściany Wołowca, Łopaty, Czerwonego Wierchu i grani głównej Tatr Zachodnich z Dziurawą Przełęczą. Dno kotła zawalone jest głazami, morenowymi blokami i w dużym stopniu zarośnięte kosodrzewiną. Od północy kocioł podcięty jest progiem skalnym, z którego wypływają źródłowe cieki Wyżniego Chochołowskiego Potoku. W progu tym znajduje się porośnięta kosodrzewiną Kopa (1596 m).

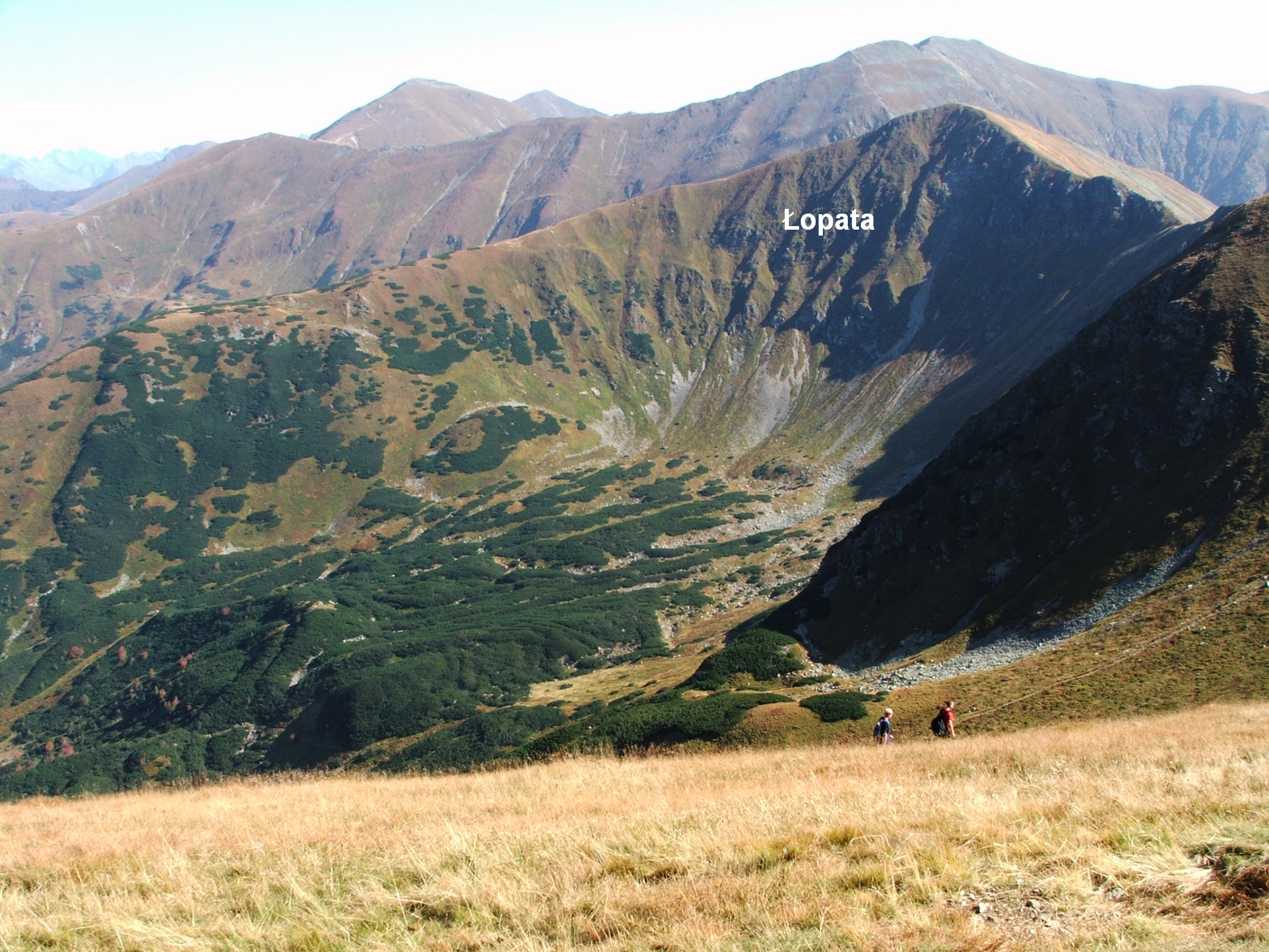
Widok na Dziurawe od północnego zachodu

Dziurawe znajduje się na wysokości około 1570-1600 m. Na mapach zaznoczone są dwie ścieżki prowadzące bokami Dziurawego: Skalista Ulica i Głęboka Ulica. Od północnej strony kocioł zawalony jest wielkim piarżyskiem o nazwie Szeroki Piarg. Opadająca do niego i pocięta żlebkami ściana od Dziurawej Przełęczy do Wołowca ma nazwę Dziurawe – tak samo jak kocioł.